# 12533 Edmond
12533 Edmond eller 1998 LA är en asteroid i huvudbältet som upptäcktes den 2 juni 1998 av den amerikanske astronomen Tom Stafford vid Zeno-observatoriet. Den är uppkallad efter Edmond i Oklahoma.
Asteroiden har en diameter på ungefär 3 kilometer.